# Síndrome de Brown-Séquard
El síndrome de Brown-Séquard es un cuadro clínico poco frecuente con síntomas neurológicos específicos desencadenada por hemisección medular (generalmente la mitad lateral), de la médula espinal, que afecta, por debajo del punto de la lesión, a la función motora de un lado de la médula espinal, produciendo parálisis del mismo lado de la lesión. Hay una pérdida del tacto epicrítico y de la propiocepción, ambas son ipsilaterales (del mismo lado de la lesión) ya que estas vías se cruzan a nivel del bulbo. Se produce una termoalgesia contralateral a la lesión.

## Causas
Su origen es habitualmente traumático.

## Clínica
Todas las siguientes manifestaciones se presentan por debajo de la lesión:
- Parálisis homolateral (por lesión de la vía piramidal)
- Perdida del tacto epicrítico (fino) ipsilateral (por lesión de los cordones posteriores de Goll y Burdach)
- Perdida de la propiocepción ipsilateral (por lesión de los cordones posteriores de Goll y Burdach)
- Termoanalgesia contralateral (pérdida del dolor y sensación de temperaturas. Por lesión del haz espinotalámico antes de su decusación).

Además, en el punto de lesión se produce anestesia total (pérdida de tacto epicrítico, termoalgesia y propiocepción).

## Tratamiento
Inicialmente está fundamentado en eliminar la causa, de ser posible. Los esteroides son usados en altas concentraciones para algunos casos, así como el alivio de síntomas y malestares, en especial el dolor. El pronóstico varía dependiendo de la causa del síndrome.